# Eidapere
Eidapere är en ort i Estland. Den ligger i Kehtna kommun och landskapet Raplamaa, i den centrala delen av landet, 80 km söder om huvudstaden Tallinn. Eidapere ligger 58 meter över havet och antalet invånare är 325.
Terrängen runt Eidapere är mycket platt. Runt Eidapere är det glesbefolkat, med 10 invånare per kvadratkilometer. Närmaste större samhälle är Järvakandi, 7,4 km väster om Eidapere. I omgivningarna runt Eidapere växer i huvudsak blandskog.